# Nectarinia humbloti
Nectarinia humbloti é uma espécie de ave da família Nectariniidae.
Pode ser encontrada nos seguintes países: Comores e Mayotte.
Os seus habitats naturais são: florestas subtropicais ou tropicais húmidas de baixa altitude e regiões subtropicais ou tropicais húmidas de alta altitude.